# Свифт, Грэм
Грэм Колин Свифт (англ. Graham Colin Swift: род. 4 мая 1949) — британский писатель.

## Биография
Родился в Лондоне, получил образование в Dulwich College, Лондон, Куинз-колледже Кембриджского университета, и позже в University of York. Был дружен с Тедом Хьюзом. В 1996 году получил Букеровскую премию за роман «Последние распоряжения». Некоторые книги писателя были экранизированы.

## Произведения
- «Владелец кондитерской» (The Sweet Shop Owner) (1980)
- «Волан» (Shuttlecock) (1981)
- «Водоземье» (Waterland) (1983); экранизирован — «У воды» (1992)
- «Последние распоряжения» (Last Orders) (1996); экранизирован — «Последние желания» (2001)
- «Свет дня» (The Light of Day) (2003)
- "Материнское  воскресенье". Mothering Sunday 2016 Перевод  с  английского  И.  Тогоевой].  —  Москва  :  Эксмо,  2021.  —  224  с.  —  (Кинопремьера  миро-вого  масштаба).